# Diddlebury
Diddlebury – wieś w Anglii, w hrabstwie Shropshire. Leży 28 km na południe od miasta Shrewsbury i 208 km na północny zachód od Londynu.